# Baie de Kvarner
La baie de Kvarner (en croate : Kvarnerski zaljev, en italien : Quarnero ou Quarnaro, parfois golfo del Carnaro), est une baie de la haute Adriatique en Croatie, située entre la péninsule d'Istrie à l'ouest et le littoral croate (Primorje) à l'est.

## Géographie

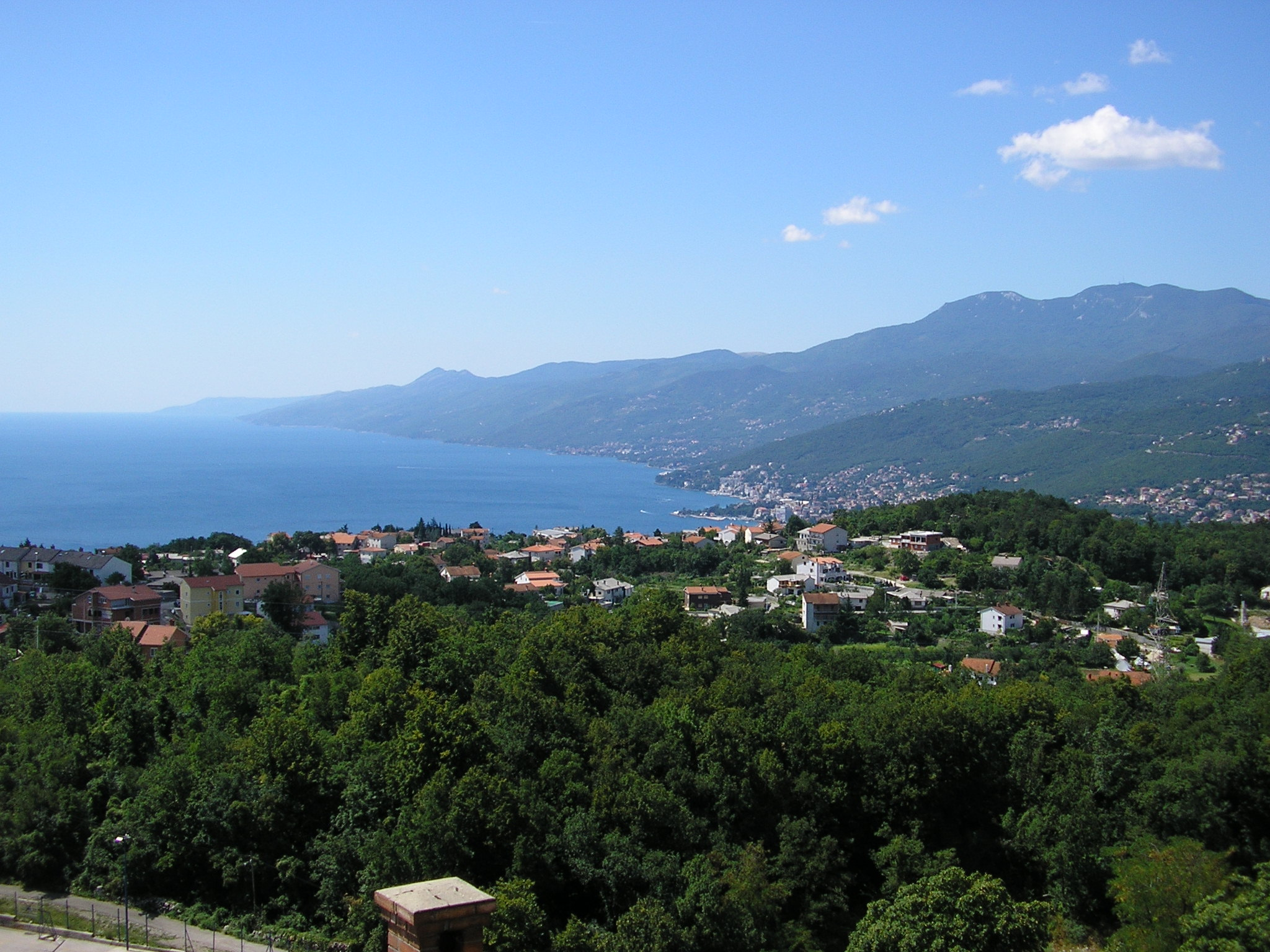
Vue sur la baie depuis Kastav.

La ville principale de Kvarner est Rijeka sur la rive nord, à côté des centres touristiques d'Opatija et de Lovran. Les principales îles sont Cres, Krk, Pag, Rab et Lošinj. Le bras de mer situé entre les îles de Cres, Krk, Rab et de Pag est appelé Petit Kvarner (en croate Kvarnerić).
Les habitants de l'archipel du Kvarner, cinq îles principales et une dizaine d'îlots éparpillés, n'ont pas seulement la mer pour horizon. Leurs préoccupations se tournent aussi vers les terres et leur fragile équilibre écologique. Pour le constater, il faut prendre le ferry à Valbiska sur Krk et rallier l'île de Cres. Une demi-heure de traversée et on débarque à Merag, un quai et dix maisons serrées au pied d'un massif rocheux.
Cette baie est remarquable par sa profondeur, ce qui permet au port de Rijeka de pouvoir accueillir les plus gros navires tels que des pétroliers. Le détroit au pied du Velebit, en raison de la bora (vent du nord-est) et des courants forts, compte parmi les eaux les plus dangereuses.

## Historique

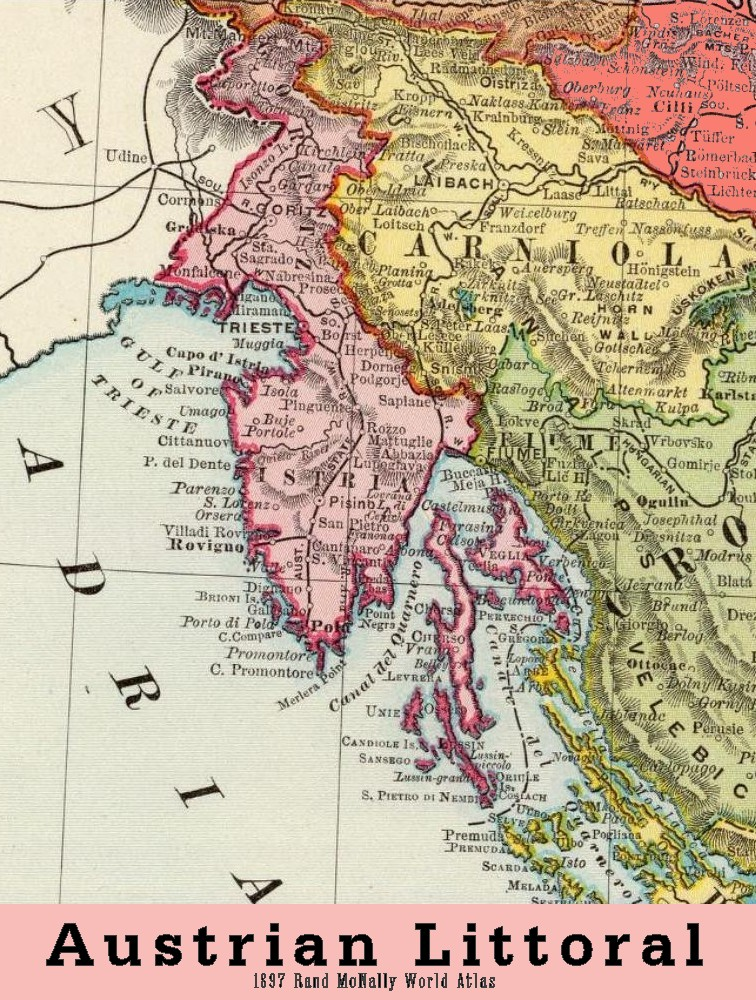
Le Littoral autrichien (en violet) vers l'an 1900.

Dans l'Antiquité, la plus grande partie de la péninsule d'Istrie appartenait à la regio X Venetia et Histria de l'Italie au sein de l'Empire romain, lorsque le territoire à l'est, habité par la tribu illyrienne des Liburniens, fut incorporé dans la province de Dalmatie. 
Au haut Moyen-Âge, des principautés croates, puis l'État croate médiéval virent le jour dans l'arrière-pays de Rijeka. L'Istrie est conquise par les Francs conduit par le roi Pépin d'Italie (Carloman), un fils de Charlemagne, en 789 ; elle faisait initialement partie du vaste marquisat de Frioul. Sous la domination du Saint-Empire au Xe siècle, ce territoire est administré par des margraves de Vérone. La marche d'Istrie, fondée vers 1040, est temporairement gouvernée par les ducs de Méranie et passe à la maison autrichienne des Habsbourg en 1374, a peu près à la même période où la plupart des côtes et la moitié sud-est de l'Istrie passe à la république de Venise (de 1420 jusqu'au traité de Campo-Formio en 1797). Les domaines croates autour de Rijeka sont unis à la Hongrie lors de la signature du Pacta conventa en 1102. 
Depuis 1526, les régions occidentales et orientales appartenaient tous deux à la monarchie de Habsbourg. Jusqu'au début du XXe siècle, la baie constituait la frontière entre la marche d'Istrie au sein du Littoral autrichien à l'ouest et le royaume de Croatie-Slavonie à l'est. Après la Première Guerre mondiale et la dissolution de l'Autriche-Hongrie, la région est occupée conjointement par l'armée italienne et un corps interallié. De 1919 à 1920, Gabriele D'Annunzio occupe la ville de Rijeka et crée l'éphémère régence italienne du Carnaro, suivie par l'État libre de Fiume annexé par le royaume d'Italie en 1924. À la fin de la Seconde Guerre mondiale la ville est prise par les troupes de Josip Broz Tito. L'annexion à la Yougoslavie est formalisée par le traité de Paris le 10 février 1947.